# Forum Romanum

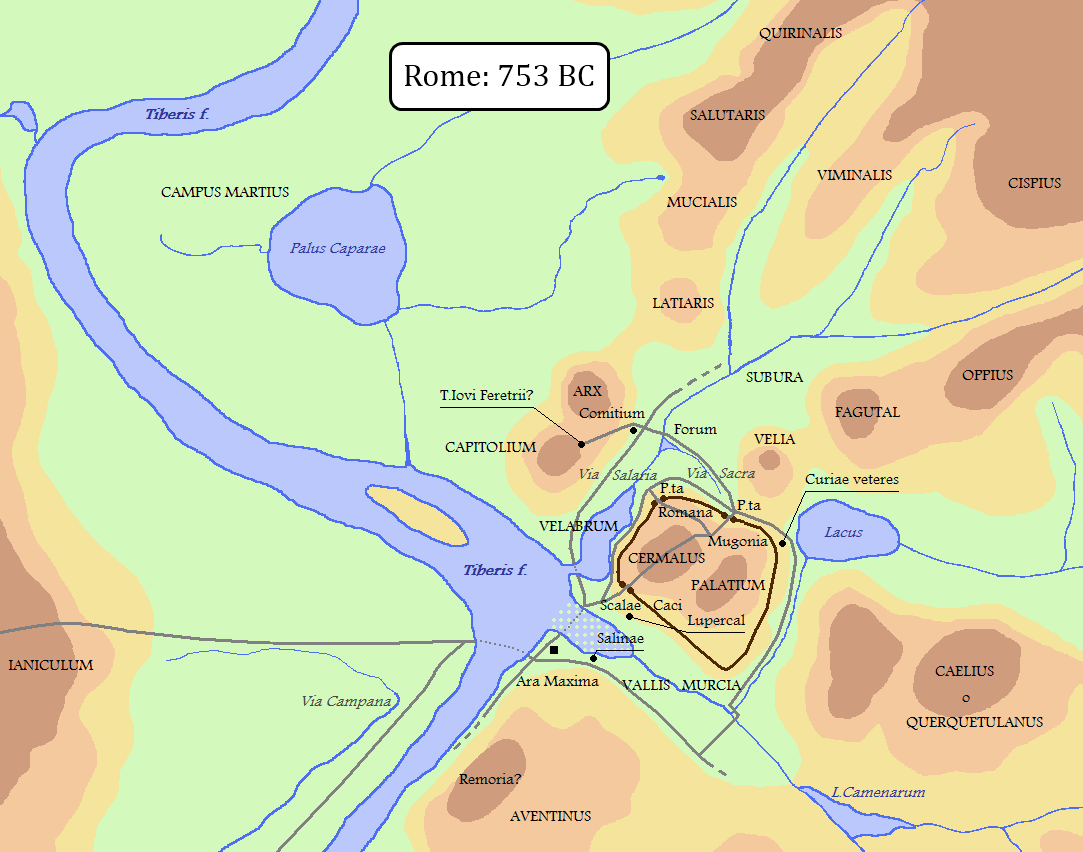
Spekulatywna mapa Rzymu z ok. 753 r. p.n.e. ukazująca bagienne położenie wczesnego Forum między Arx i Velią

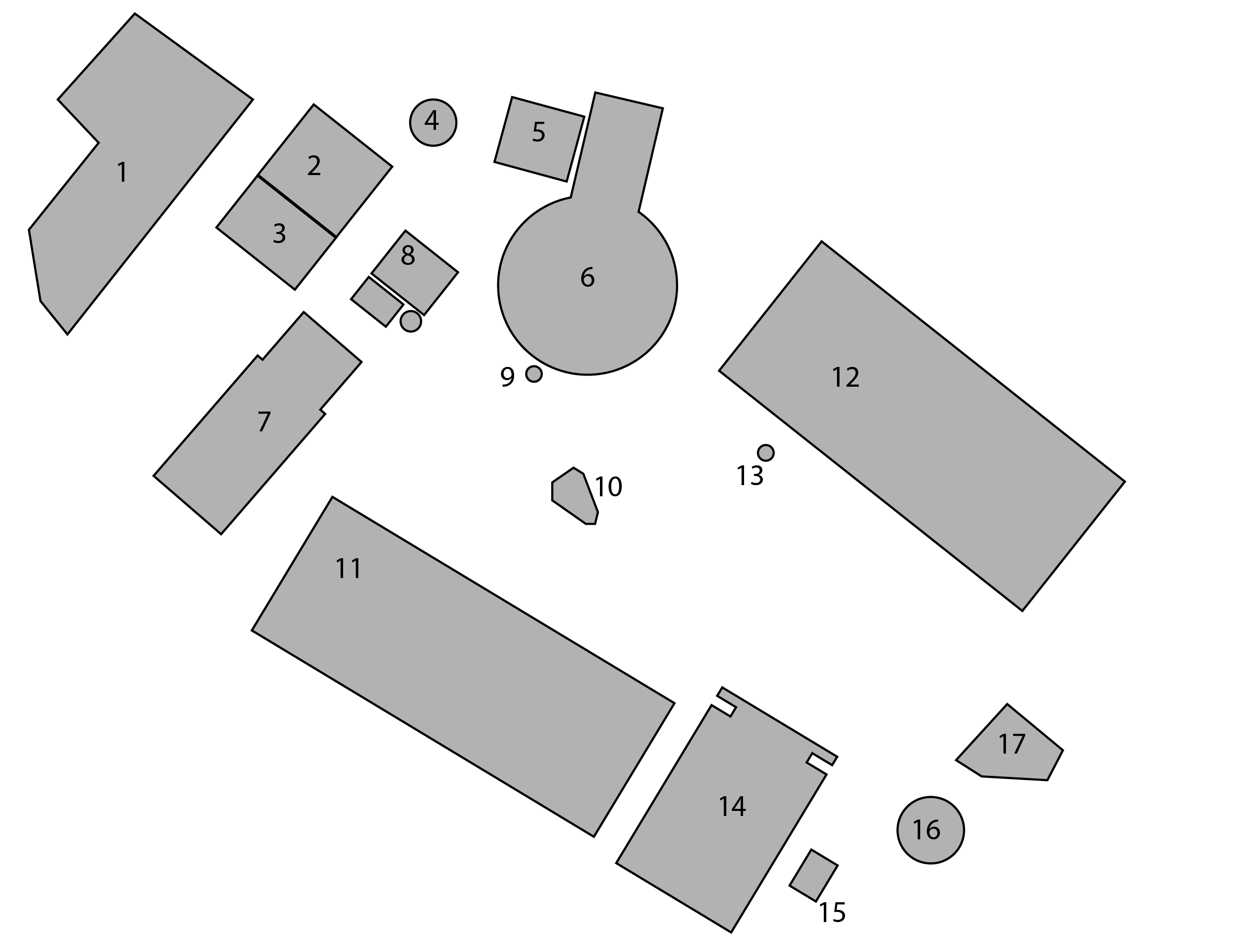
Forum Romanum w okresie późnej republiki: 1) Tabularium; 2) Świątynia Zgody; 3) Bazylika Opimia; 4) Więzienie Mamertyńskie; 5) Basilica Porcia; 6) Kuria i Comitium; 7) Świątynia Saturna; 8) Senaculum; 9) Vulcanal; 10) Lacus Curtius; 11) Basilica Sempronia; 12) Bazylika Fulvia; 13) Sanktuarium Wenus Kloacyny; 14) Świątynia Kastora i Polluksa; 15) Fontanna Juturny; 16) Świątynia Westy; 17) Regia

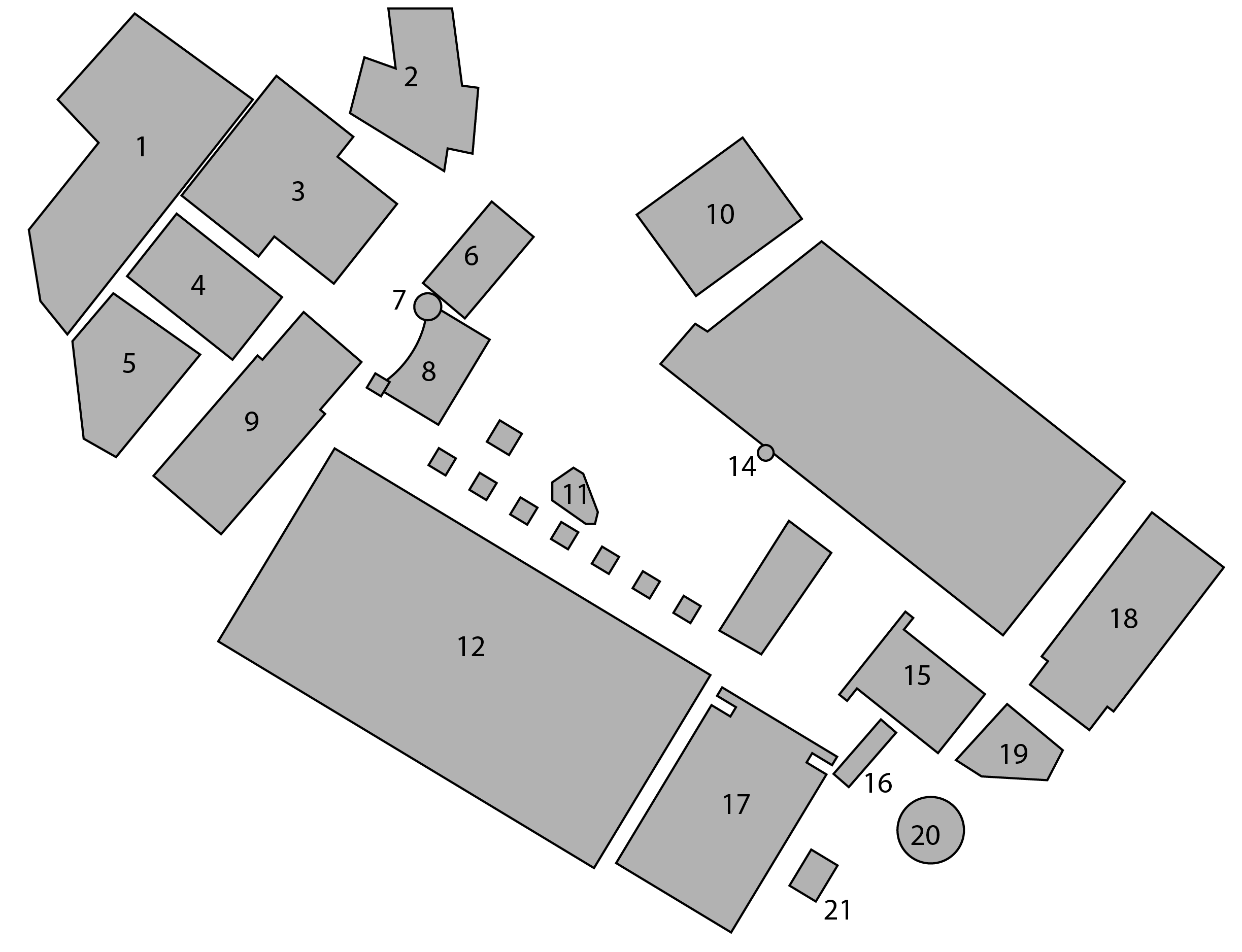
Forum Romanum w okresie Cesarstwa: 1)Tabularium; 2) Więzienie Mamertyńskie (Tullianum) ; 3) Świątynia Zgody; 4) Świątynia Wespazjana; 5) Portico Dii Consentes; 6) Łuk Septymiusza Sewera; 7) Umbilicus Urbis Romae; 8) Rostra; 9) Świątynia Saturna; 10) Curia Iulia; 11) Lacus Curtius; 12) Bazylika Julia; 13) Bazylika Emiliusza; 14) Sanktuarium Wenus Cloacina; 15) Świątynia Cezara; 16) Łuk Augusta; 17) Świątynia Kastora i Polluksa; 18) Świątynia Antonina i Faustyny; 19) Regia; 20) Świątynia Westy; 21) Fontanna Juturny

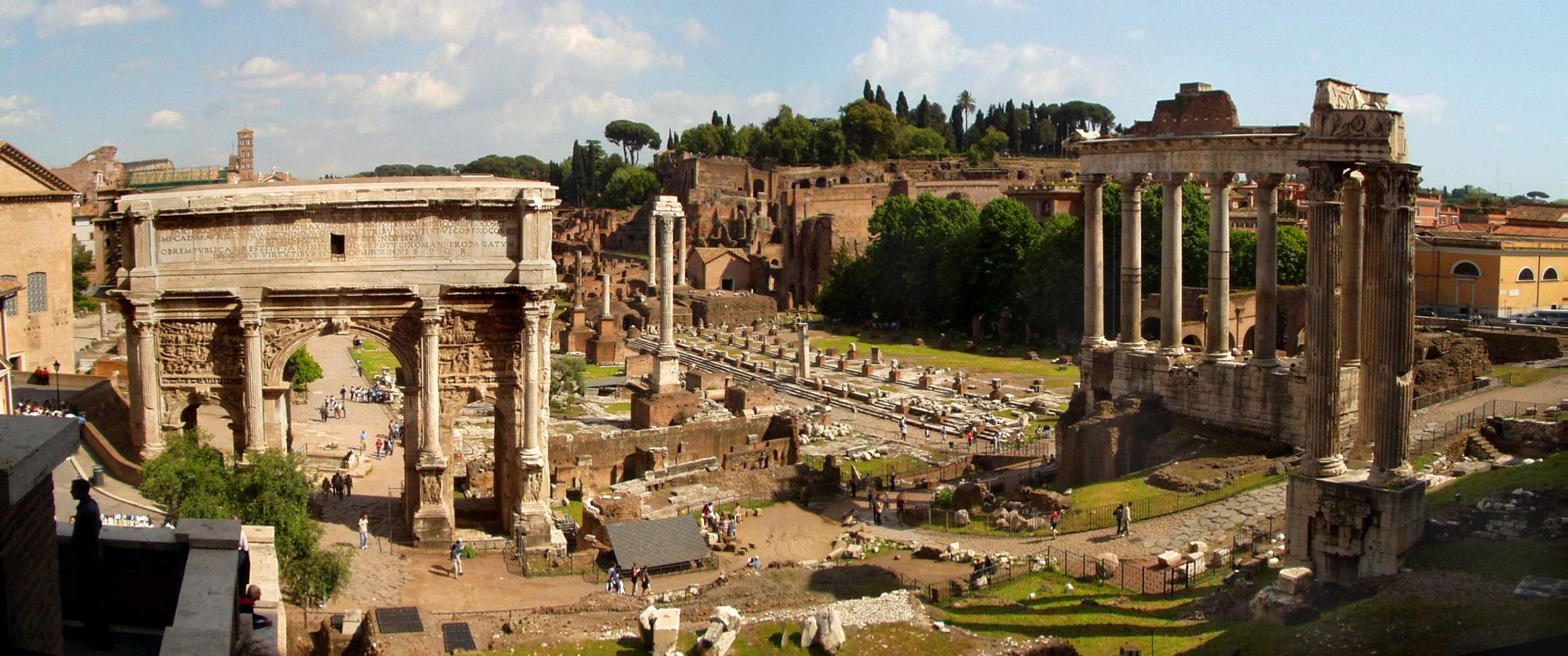
Forum Romanum, w tle wzgórze Palatyn, z lewej strony widoczny łuk triumfalny Septymiusza Sewera

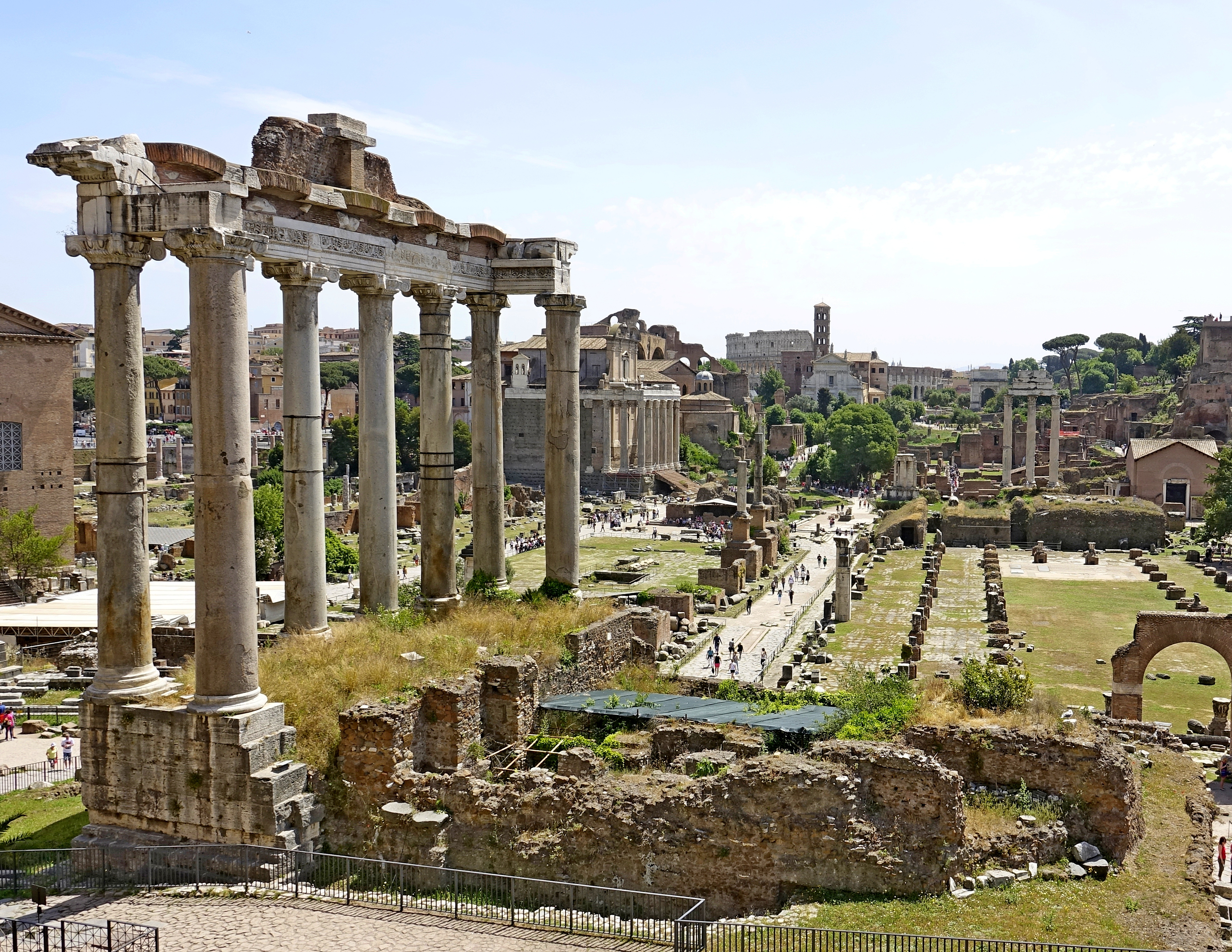
Pozostałości świątyni Saturna

Forum Romanum (Forum Magnum) – najstarszy plac miejski w Rzymie, otoczony sześcioma z siedmiu wzgórz: Kapitolem, Palatynem, Celiusem, Eskwilinem, Wiminałem i Kwirynałem. Główny polityczny, religijny i towarzyski ośrodek starożytnego Rzymu, miejsce najważniejszych uroczystości publicznych.

## Historia

### Powstanie
Tzw. teoria Gjerstada wypracowana w 1968 zakładała, że pierwotnie (w VII w. p.n.e.) na tym terenie znajdowała się osada składająca się z domów na palach. Po wybudowaniu kanału odwadniającego Cloaca Maxima, osuszeniu terenu i utwardzeniu powierzchni, obszar ten stał się miejscem zgromadzeń obywateli. Inicjatorem wybudowania forum miał być Tarkwiniusz Pyszny. Przy powstałym w VI w. p.n.e. placu miano potem wznieść szereg ważnych budynków: Kurię, mównicę (Rostra), świątynię Westy i dom westalek, świątynie Saturna, Dioskurów, Zgody i siedzibę najwyższego kapłana – budynek Regii, archiwum (Tabularium).
Ostatnie badania archeologiczne terenu forum przeprowadzone w latach osiemdziesiątych i dziewięćdziesiątych XX wieku zaprzeczyły teorii Gjerstada. Wykazano, że do trzeciej ćwierci VIII w. p.n.e. na terenie Forum Romanum znajdowało się zwykłe bagno zasilane potokiem płynącym wzdłuż późniejszej Via Sacra. Stanowiło ono naturalną granicę pomiędzy znajdującymi się na wzgórzach osadami, tzw. palatyńsko-eskwilińską i kapitolińsko-kwirynalską. Bagno osuszono, a powierzchnię utwardzono w latach dwudziestych VIII wieku p.n.e. (729-720 p.n.e.), co zasadniczo zgodne jest z przekazanym przez rzymskich historyków czasem zjednoczenia Rzymu Romulusa z okoliczną osadą sabińską Tytusa Tacjusza. Przyjmuje się, że w tym właśnie okresie nastąpiło połączenie osady palatyńskiej z kwirynalską w jeden organizm polityczny, którego centrum stanowiło właśnie nowo osuszone Forum Romanum.

### Okres republikański (509–27 p.n.e.)
W okresie republikańskim Forum Romanum było miejscem najważniejszych wydarzeń politycznych i orzeczeń sądu. Zbudowano tutaj Kurię Julię – miejsce zebrań Senatu, a także liczne świątynie i bazyliki, w tym Bazylikę Emiliusza i Bazylikę Julię. Forum stało się centrum życia obywatelskiego Rzymu. Jego znaczenie podkreślały organizowane tu procesje triumfalne oraz publiczne debaty. Forum mieściło ważne struktury, wzmacniając jego rolę w zarządzaniu i zaangażowaniu obywatelskim.

### Okres cesarstwa (27 p.n.e.–476 n.e.)
W okresie Cesarstwa funkcja i znaczenie Forum ewoluowały. Forum stało się sceną propagandy cesarskiej, podkreślając boskość i autorytet cesarza. Choć nadal było miejscem politycznym, Forum coraz częściej włączało działalność komercyjną. Stało się miejscem publicznych widowisk, festiwali i wydarzeń rozrywkowych, które przyciągały duże tłumy. Skupiono się na tworzeniu przestrzeni, które mogłyby pomieścić te wydarzenia, łącząc życie obywatelskie z rozrywką.
Budowa dodatkowych forów (takich jak Forum Trajana) rozszerzyła rolę tych przestrzeni poza tradycyjne funkcje obywatelskie. Te nowe fora często obejmowały biblioteki, rynki i przestrzenie spotkań towarzyskich, odzwierciedlając bardziej złożone środowisko miejskie. Forum zachowało swoje znaczenie jako miejsce spotkań politycznych, coraz częściej było kojarzone z działalnością komercyjną, rozrywką i reprezentacją cesarską.
Forum Romanum zostało rozbudowane i wzbogacone o Świątynię Boskiego Juliusza (Templum Divii Iulii), Wenus i Romy, Wespazjana, Antonina i Faustyny oraz łuk triumfalny cesarza Augusta. W tym też czasie rozbudowano Rzym i zbudowano kolejne fora cesarskie, które utworzyły z istniejącym już Forum Romanum zwarty kompleks architektoniczny. Najbliżej Forum Romanum usytuowano Forum Cezara. Oprócz niego powstały Forum Trajana (największe), Forum Augusta, Forum Wespazjana, Forum Nerwy. Inicjatorem tej rozbudowy był Juliusz Cezar. 

### Upadek
Pomimo faktu, że Forum zostało zdewastowane w czasie zdobycia Rzymu przez Wizygotów w 410, to jeszcze w 768 zebrał tam się lud rzymski i obwołał papieżem Stefana III(IV). Po upadku Cesarstwa Rzymskiego Forum Romanum było sukcesywnie niszczone. Do zniszczenia mogło też przyczynić się trzęsienie ziemi w 851 roku. W okresie średniowiecza Forum Romanum stopniowo ulegało rozpadowi – w okresie IX-X wieku, podobnie jak inne pozostałości rzymskie, stało się kamieniołomem materiałów budowlanych – miejscem łatwego pozyskiwania budulca dla nowych inicjatyw architektonicznych. Do XVIII wieku służyło jako pastwisko i targ bydła, a później jako targ bydła. W tym czasie nazywano je Campo Vaccino (dosł. Krowie Pole), co poświadcza zwiedzający to miejsce w 1858 Józef Ignacy Kraszewski. 

### Współczesność

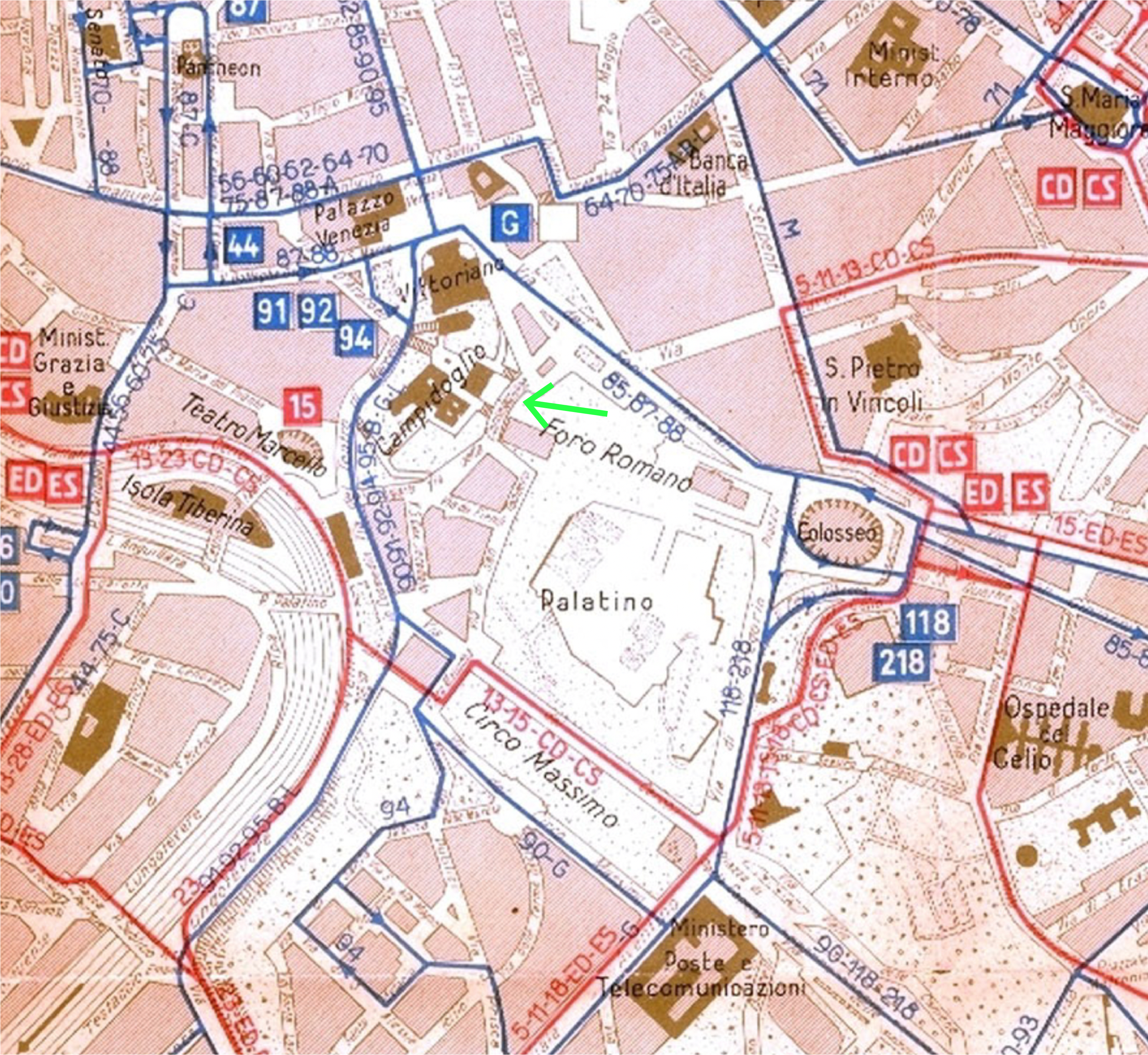
Roma 1955, ATAC, z zaznaczeniem zieloną strzałką nieistniejącej już Via della Consolazione

Forum Romanum jest jednym z najważniejszych obiektów turystycznych w Rzymie. Prace wykopaliskowe zapoczątkowano w 1803, a ich przewodnictwem kierował Carlo Fea, którego celem było oczyszczenie obszaru wokół łuku triumfalnego cesarza Septymiusza Sewera. Zapoczątkowało to nową erę w praktyce archeologicznej na tym stanowisku, ponieważ praca Fea zainicjowała szeroko zakrojone badania warstw i struktur Forum, które były zakopane przez stulecia. 
Przez cały XIX wiek prowadzono dalsze wykopaliska, w szczególności przez Giacomo Boniego, który zastosował bardziej rygorystyczne metodologie, które zmieniły rozumienie historycznego znaczenia Forum. Praca Boniego ujawniła nie tylko pozostałości architektoniczne, ale także warstwy stratygraficzne, które dostarczyły wglądu w rozwój Rzymu na przestrzeni czasu. Od 1898 prace są prowadzone systematycznie. Restauracja zabytków została przerwana przez I wojnę światową. 
W 1980 zlikwidowano ruchliwą ulicę pomiędzy zboczami Kapitolu a Świątynią Saturna, stwarzającą poprzez ruch samochodowy zanieczyszczenie środowiska, co umożliwiło także kontynuowanie prac wykopaliskowych oraz konserwację zabytków. 
W ostatnich latach archeolodzy skupili się na odkrywaniu wczesnych warstw osadniczych pod Forum, datowanych na VIII-VII wiek p.n.e., oraz badaniach struktur powstałych w późniejszym okresie, takich jak Rostra i Świątynia Saturna. Udało się im zidentyfikować nieznane wcześniej elementy architektoniczne i ślady użytkowania przestrzeni w różnych epokach historycznych.

## Główne budowle starożytnego Forum Romanum
- Świątynie
  - Świątynia Kastora i Polluksa
  - Świątynia Romulusa
  - Świątynia Saturna
  - Świątynia Westy
  - Świątynia Wenus i Romy
  - Świątynia Antonina i Faustyny
  - Świątynia Cezara
  - Świątynia Wespazjana
  - Świątynia Zgody
- Bazyliki
  - Bazylika Emiliusza
  - Bazylika Julia
  - Bazylika Maksencjusza
- Łuki triumfalne
  - Łuk Septymiusza Sewera
  - Łuk Tytusa
  - Łuk Tyberiusza
  - Łuk Augusta
- Inne
  - Regia
  - Rostra
  - Kuria
  - Tabularium
  - Kolumna Fokasa

- Lapis Niger (czarny kamień)

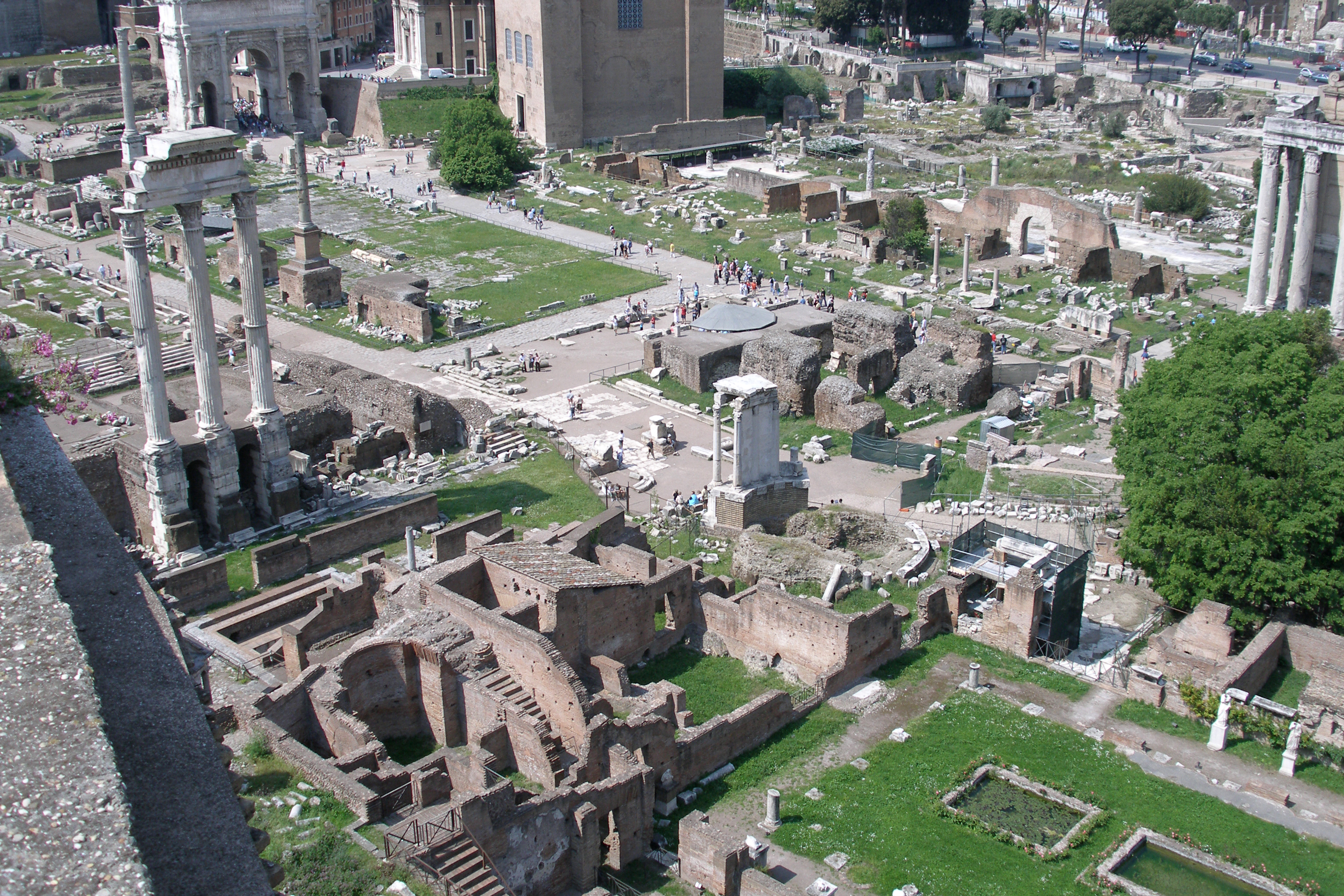
Forum Romanum

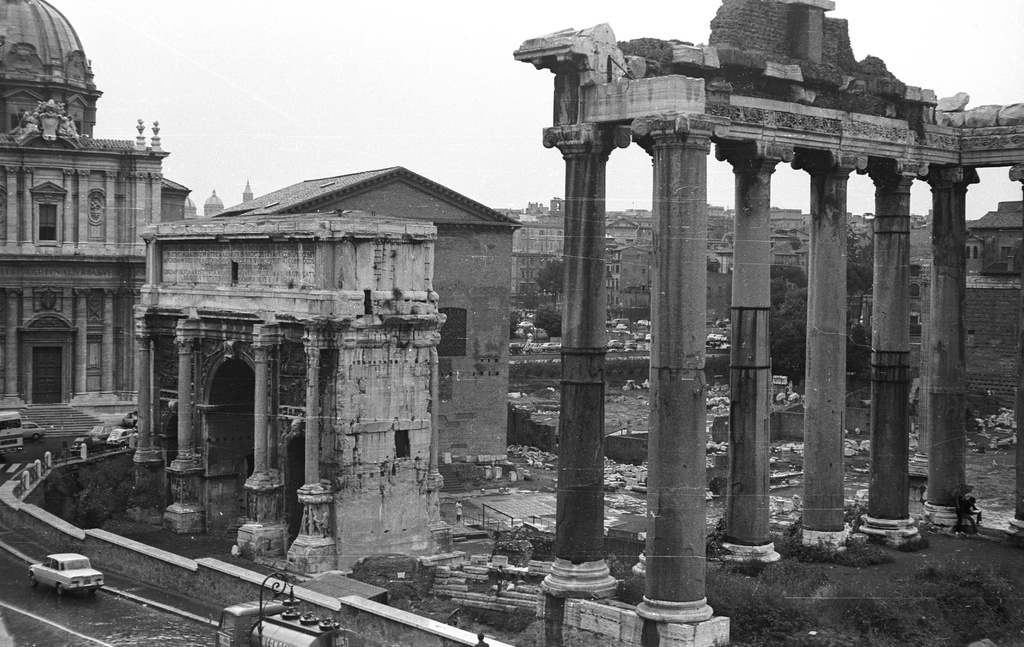
Forum Romanum z Via della Consolazione, po prawej Świątynia Saturna, pośrodku łuk triumfalny Septimusa Sewera

- Umbilicus Urbis Romae (Mundus) (pępek świata)
- Lacus Curtius
- Milliarium Aureum (złoty kamień milowy)
- Decennalia
- Via Sacra